# توم بيرني
توم بيرني (بالإنجليزية: Tom Birney)‏ هو لاعب كرة قدم أمريكية أمريكي، ولد في 1956.